# Zoraida costalis
Zoraida costalis är en insektsart som först beskrevs av Walker 1870.  Zoraida costalis ingår i släktet Zoraida och familjen Derbidae. Inga underarter finns listade i Catalogue of Life.